# 山本常朝

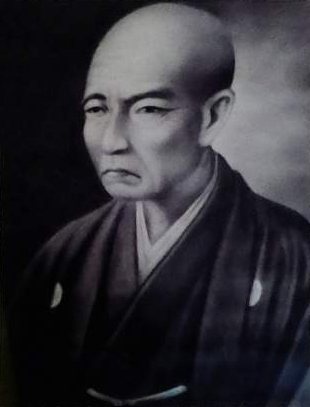
山本常朝

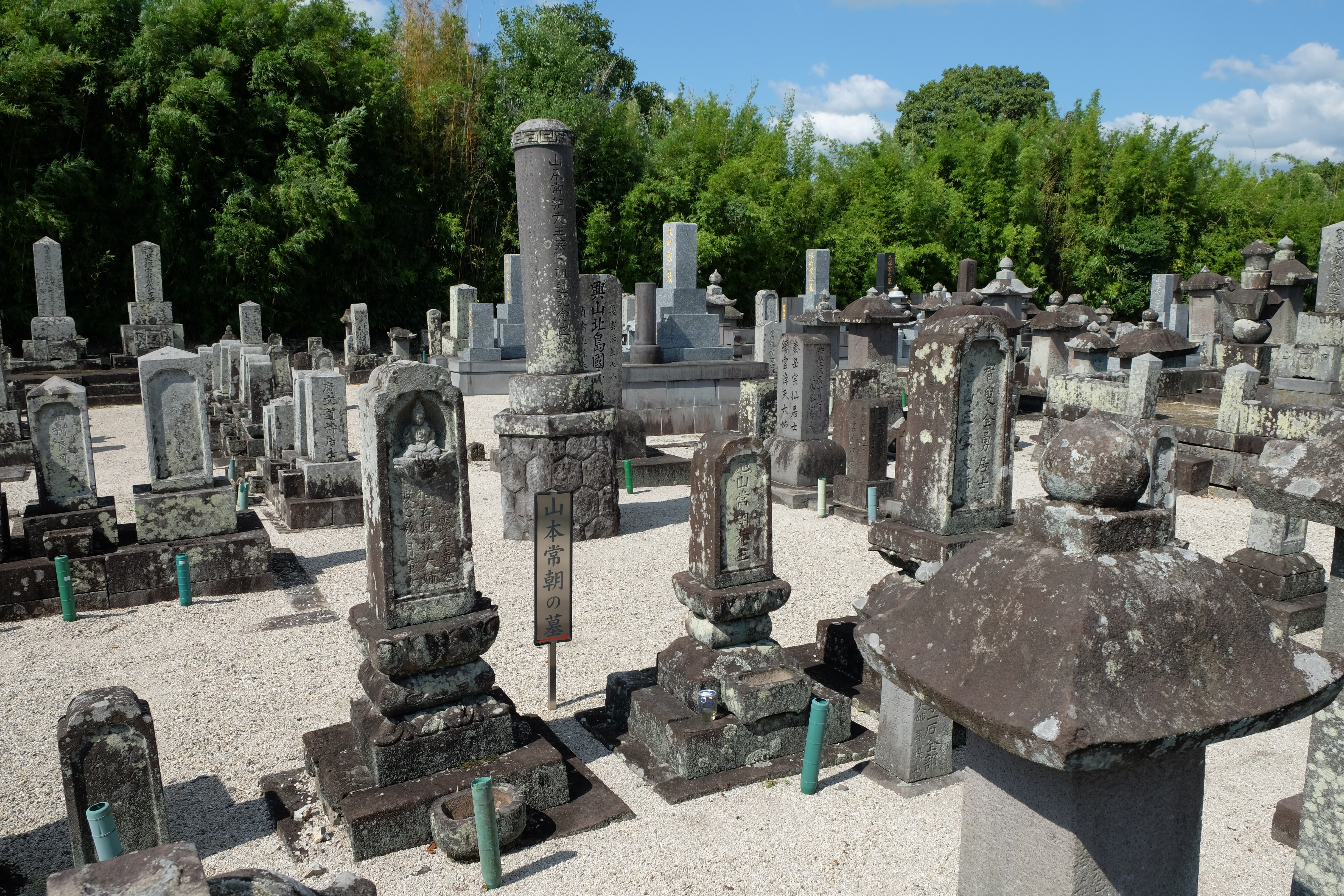
山本常朝の墓（佐賀市）

山本 常朝（やまもと つねとも、万治2年6月11日（1659年7月30日） - 享保4年10月10日（1719年11月21日）は、江戸時代の武士、佐賀藩士。武士道の書物『葉隠』の口述者。「じょうちょう」とは42歳での出家以後の訓で、それ以前は「つねとも」と訓じた。通称は神右衛門、俳号は古丸。

## 略歴
万治2年（1659年）に、佐賀城下片田江横小路（現在の佐賀市水ヶ江二丁目）で、佐賀藩士山本神右衛門重澄の次男として生まれた。母は前田作左衛門女。
常朝が自分の生い立ちのことを語っている項が『葉隠』・聞書第二にあり、それによると、自分は父70歳のときの子で、生来ひ弱くて20歳まで生きられまいと言われたので、塩売りでもやろうと父は思ったが、名付親の多久図書（茂富、重澄の大組頭）の「父の血を受け末々御用に立つ」という取りなしで、初名を松亀と名づけられ、9歳のとき、鍋島光茂（佐賀藩2代藩主）の小僧として召し使われたという。
11歳で父に死別し、14歳のとき、光茂の小々姓（いわゆる児小姓・稚児小姓）となり、名を市十郎と改める。延宝6年（1678年）20歳に元服して権之丞と改名、御傍役として御書物役手伝に従事する。この年に、田代陣基が生まれている。
この間、私生活面では20歳年長の甥・山本常治に厳しい訓育を受けたが、権之丞が、若殿綱茂の歌の相手もすることが光茂の不興をかい、しばらくお役御免となった。失意のこの頃、佐賀郡松瀬の華蔵庵において湛然和尚に仏道を学び、21歳のときに仏法の血脈（師から弟子に法灯が受けつがれること）と下炬念誦（生前葬儀の式、旭山常朝の法号を受けた）を申し請けている。
『葉隠』で慈悲心を非常に重んじている素地はこのとき涵養されたといえよう。さらにこの前後、神・儒・仏の学をきわめ藩随一の学者といわれながら下田（現在の佐賀県大和町）松梅村に閑居する石田一鼎を度々訪れて薫陶を受けた。このことも後の『葉隠』の内容に大きな影響を与えている。
天和2年（1682年）24歳のとき、6月、山村六太夫成次の娘と結婚、同年11月、御書物役を拝命。28歳のとき、江戸で書写物奉行、あと京都御用を命ぜられている。帰国後の33歳のとき、再び御書物役を命じられる、命により親の名“神右衛門”を襲名した。
5年後の元禄9年（1696年）、また京都役を命ぜられ、和歌のたしなみ深い光茂の宿望であった三条西実教よりの古今伝授（古今和歌集解釈の秘伝を授かること）を得ることのために、この取り次ぎの仕事に京都佐賀を奔走した。古今伝授のすべてを授かることは容易ではなかったが、元禄13年（1700年）ようやくこれを受けることができ、隠居後重病の床にある光茂の枕頭に届けて喜ばせ、面目をほどこした。

## 隠居と晩年
同年5月16日、藩主の光茂が69歳の生涯を閉じるや、42歳のこの年まで30年以上「お家を我一人で荷なう」の心意気で側近として仕えた常朝は、追腹禁止により殉死もならず、願い出て出家した。5月19日に藩主の菩提寺たる曹洞宗高伝寺の了意和尚より受戒、剃髮して名を旭山常朝と改めた。7月初旬に佐賀城下の北10キロの山地来迎寺村（現在の佐賀市金立町）黒土原に朝陽軒という草庵を結び、「尋ね入る法の道芝つゆぬれてころも手すずし峰の松風」と詠じて隠棲した。
田代陣基が、常朝を慕い尋ねてきたのはそれから10年後、宝永7年（1710年）3月5日のことである。のちに『葉隠』となる語りと筆記が始まる。
のち、朝陽軒は宗寿庵となり、光茂の継々室である霊寿院がここで追善供養し、自分の墓所と定めたので、常朝は遠慮して、正徳3年（1713年）黒土原から西方約11キロの大小隈（現在の佐賀市大和町礫石）の庵に移り住む。正徳4年（1714年）5月、川久保領主神代主膳（光茂十五男、のちの佐賀藩五代藩主鍋島宗茂）のために、藩主たる者の心得を説いた『書置』を書き、翌5年、上呈する。
享保元年（1716年）9月10日、田代陣基が『葉隠』全11巻の編集を了える。山居すること20年、享保4年（1719年）10月10日、61歳で没した。翌日、庵前において野焼、墓所は八戸龍雲寺。
辞世の歌：

## 史料
出家後の常朝は父重澄や祖父中野神右衛門清明のそれぞれの詳細な年譜を作製し、自分自身の詳しい年譜をも死の2週前まで書きつづけていた。なお、常朝自筆『年譜』は葉隠研究会『葉隠研究』第2号に翻刻されている。